# Sebes Sándor
Sebes Sándor (Szeghalom, 1902. október 22. – Budapest, 1999. június 5.) takarékpénztári tisztviselő, politikus.

## Élete
Apja Sebes (Spät) Bernát Béla szarvasi születésű tanító, anyja Diamant Berta, vallása izraelita. Miután kereskedelmi érettségit tett, 18 évesen a Magyar Általános Takarékpénztár könyvelője lett, később csoportvezetőként működött. Miután belépett a Pénzintézeti Tisztviselők Országos Szövetségébe, 1929-ben felvételét kérte az illegálisan működő Kommunisták Magyarországi Pártjába, s 1934-től a Magyarországi Vörös Segélyben tevékenykedett. 1931 és 1934 között illegális kommunista tevékenysége okán többször lefogták, 1934-től néhány éven át egy bőrkereskedő könyvelője volt. 1936-tól fogva a köztársaságpártiak oldalán harcolt a Nemzetközi Brigádok tagjaként a spanyol polgárháborúban. 1939 tavaszán a vereséget követően Franciaországba menekült, ám itt internáltatott, majd 1943-ban sikerült megszöknie, és bekapcsolódott a francia nemzeti ellenállásba. Toulouse-ban a magyar pártcsoportnak volt szervezőtitkára, emellett pedig a Franciaországi Magyar Függetlenségi Mozgalom titkára is volt, majd 1945-ben visszatért Magyarországra, ahol 1945 tavaszától helyettes vezetője volt az MKP Pártgazdasági Osztályának, majd az MDP KV Gazdasági Osztálya vezetője volt 1951-ig. 1951-ben került át a Belkereskedelmi Minisztériumhoz, ahol mint főosztályvezető, 1953-tól mint miniszterhelyettes működött, majd 1956 és 1969 között a miniszter első számú helyettese. 1948-tól három éven át a Magyar Dolgozók Pártja, 1959-től három éven át, majd 1970-től tizenöt éven át az MSZMP Központi Ellenőrző Bizottságának volt tagja. 1966. december 3. és 1970. november 28. között az MSZMP KB testületi tagja.

## Családja
Testvérei voltak: Sebes István, Sebes György, Sebes Pál, Sebes Imre és Sebes László.